# Odra (choroba)

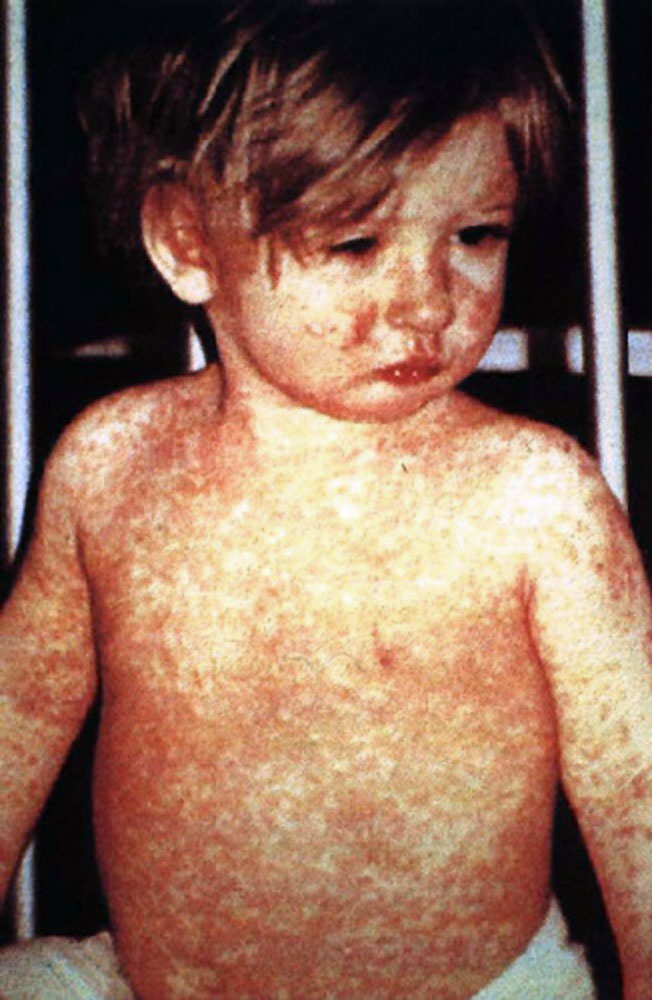
Wysypka w czasie odry

Odra (łac. morbilli) – jedna z najbardziej zaraźliwych chorób zakaźnych wieku dziecięcego wywoływana przez należący do rodziny paramyksowirusów wirus odry. Zidentyfikowano 21 szczepów wirusa.

## Etiologia i patogeneza
Przyczyną choroby jest jednoniciowy wirus RNA – wirus odry. Należy on do rodziny paramyksowirusów i rodzaju Morbilivirus. 
Do szerzenia się zakażenia dochodzi drogą kropelkową. Okres inkubacji trwa 8–12 (średnio 10) dni. Wirus dostaje się do organizmu przez jamę nosowo-gardłową i zakaża komórki nabłonka oddechowego oraz spojówek. Następnie przedostaje się do krwi (wiremia). Za pomocą układu krwionośnego dostaje się do układu siateczkowo-śródbłonkowego oraz innych narządów, gdzie ponownie się replikuje. Po namnożeniu ponownie dochodzi do wiremii i wirus ponownie dostaje się do błon śluzowych górnych dróg oddechowych, spojówek oraz skóry. Zakażenie pozostawia po sobie przemijającą, lecz ciężką immunosupresję.
Zakaźność chorego pojawia się około 2 dni przed wystąpieniem objawów i utrzymuje się do 4 dni po wystąpieniu wysypki. Wirus jest obecny w wydzielinie z jamy nosowo-gardłowej, we łzach, moczu i krwi chorego. Przebycie zakażenia wirusem odry daje odporność na tę chorobę na całe życie.

## Epidemiologia
Zakaźność odry jest bardzo wysoka i przekracza ona 95%. Odpowiada ona corocznie za ponad 40 milionów zakażeń i około 120 000 zgonów na całym świecie (400 dziennie). 95% przypadków zgonów ma miejsce w biednych krajach o słabo rozwiniętym systemie opieki zdrowotnej. Do większości zachorowań dochodzi przed 15. rokiem życia, ale podatny na zakażenie jest każdy, kto nie chorował na odrę i nie był szczepiony.
Częstość występowania odry znacznie zmalała po wprowadzeniu szczepionek. Choroba w niektórych krajach występuje endemicznie, natomiast w tych krajach, w których uważa się odrę za występującą rzadko, co pewien czas występują epidemie (np. epidemia w Wielkiej Brytanii, spowodowana przez ruchy społeczne i protesty, związane z rzekomym wpływem szczepień przeciw odrze na zwiększone ryzyko wystąpienia autyzmu dziecięcego – co później obalono).
W Polsce w roku 2015 na odrę zachorowało 48 osób. Wszyscy chorzy przeżyli chorobę.
W 2017 w Rumunii zachorowało 5562, we Włoszech 5006 i na Ukrainie 4767 osób.

## Objawy

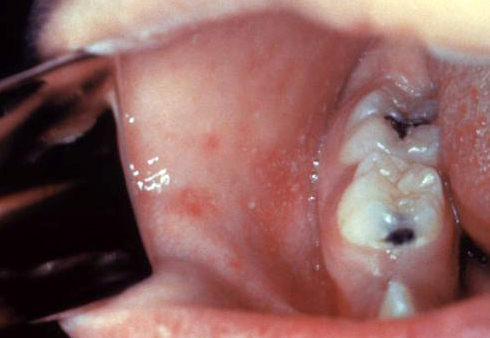
Plamki Koplika na błonie śluzowej policzka

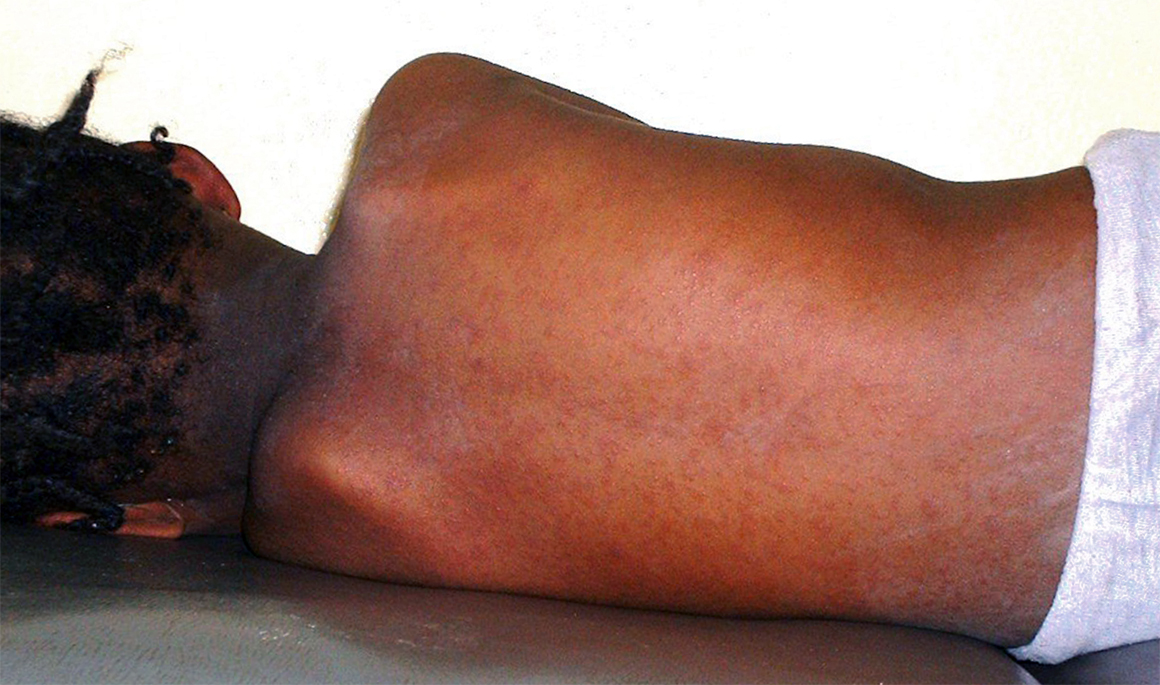
Nigeryjska dziewczynka chora na odrę

Choroba przebiega w czterech stadiach: okresie wylęgania, nieżytowym, wysypkowym i zdrowienia. 
Okres wylęgania (8–12 dni) zwykle przebiega bezobjawowo. W okresie prodromalnym (nieżytowym) choroby trwającym 2–3 dni dominuje wysoka gorączka powyżej 39 °C, nieżyt nosa i spojówek, kaszel oraz światłowstręt, łzawienie, czasami obrzęk powiek. W 2–3 dniu okresu nieżytowego i na 2–3 dni przed wystąpieniem wysypki pojawia się charakterystyczny objaw odry polegający na pojawieniu się białawych przebarwień na błonie śluzowej policzków na wysokości dolnych zębów trzonowych – plamek Koplika. 
W 14 dniu od zakażenia pojawia się okres wysypkowy, który trwa 3–4 dni. Dochodzi do ponownego pojawienia się wysokiej gorączki i pogorszenia stanu chorego, nasilają się objawy zapalenia górnych dróg oddechowych. Może wystąpić duszność, tachykardia, objawy zapalenia płuc, apatia i jadłowstręt. Pojawia się wysypka początkowo o charakterze drobnoplamistym i koloru różowego, następnie o charakterze gruboplamistym o kolorze ciemnoróżowym, zlewająca się. Najpierw umiejscawia się na twarzy za uszami i na czole, w kolejnych dniach zstępując obejmuje już całą powierzchnię ciała. Po 4–5 dniach następuje okres zdrowienia, wysypka zaczyna blednąć i zanikać w kolejności w jakiej się pojawiła pozostawiając brunatne przebarwienia i delikatne łuszczenie się skóry, gorączka cofa się i ustępują również objawy zapalenia górnych dróg oddechowych.

## Powikłania i rokowanie

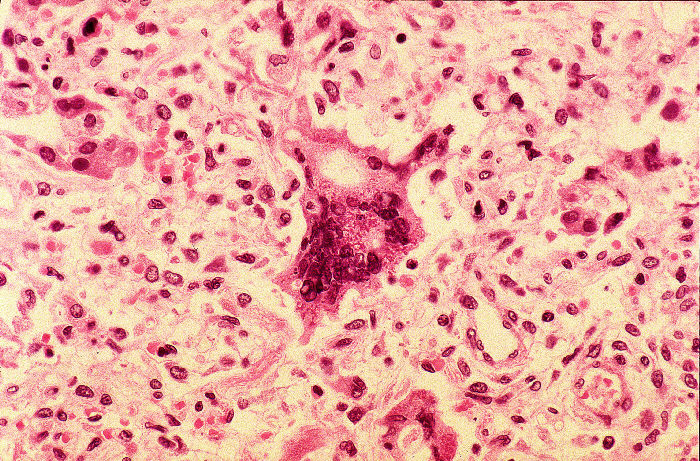
Histopatologiczny obraz odrowego zapalenia płuc

Powikłania dotyczą głównie dzieci z niedoborami odporności, niedożywionych (szczególnie z niedoborem witaminy A), z wadami serca, niemowląt. Spotyka się:
- powikłania żołądkowo-jelitowe[23]
- zapalenie płuc (1–6% zachorowań, wysoce śmiertelne)[23]
- zapalenie ucha środkowego (7–9% przypadków)
- zapalenie mięśnia sercowego
- zapalenie mózgu (około 1 na 1000 zachorowań, śmiertelne w 15%, u 25% pacjentów pozostają ubytki neurologiczne[22])
- podostre stwardniające zapalenie mózgu (1–4/100 000 zachorowań, ale jeśli pacjent był młodszy niż 2 lata, to 1/8000 zachorowań[22]) – pojawia się kilka lat po przebyciu choroby, związane jest z przetrwałą infekcją mózgu zmutowanym wirusem odry[24][25][26], charakterystyczne dla tego powikłania jest wybitnie wysokie stężenie przeciwciał przeciw wirusowi. Występują postępujące objawy neurologiczne w postaci zaburzeń mowy i zachowania, otępienia, mioklonii oraz niedowładów[27][28][29]. Jeśli nie dojdzie do remisji (co zdarza się w około 5% przypadków) zawsze prowadzi do śmierci[29][30]
- wtrętowe zapalenie mózgu[23]
- poronienie płodu
- zapalenie rogówki i pozagałkowe zapalenie nerwu wzrokowego, a w konsekwencji ślepotę[7][22][23]

Śmiertelność odry sięga od mniej niż 0,01% (w krajach rozwiniętych) do ponad 5% (w krajach rozwijających się, nawet 20–30% u niemowląt).

## Rozpoznanie
Podejrzenie choroby stawia się na podstawie objawów klinicznych, jednak potwierdzenie rozpoznania wymaga badań serologicznych (ELISA) i izolacji wirusa. IgM skierowane przeciwko wirusowi odnotowuje się od 2–3 dni po wystąpieniu wysypki (największe stężenie ponad tydzień po), zanikają one po około 2–3 tygodniach. Jeśli oznaczenie ich stężenia nie było możliwe, chorobę rozpoznaje się na podstawie czterokrotnego zwiększenia miana swoistych IgG po 4 tygodniach.
Chorobę należy różnicować z innymi chorobami zakaźnymi (m.in. płonicą, różyczką, zakażeniem enterowirusami, adenowirusami, parwowirusem B19 i wirusem Epsteina-Barr) i nieinfekcyjnymi chorobami osutkowymi.

## Leczenie
Nie ma leczenia swoistego i leczenie odry jest objawowe. Polega ono na farmakologicznej kontroli gorączki za pomocą leków przeciwgorączkowych, stosowaniu leków przeciwkaszlowych, zaciemnieniu pokoju chorego (ze względu na światłowstręt), utrzymywaniu go w dobrym odżywieniu i nawodnieniu oraz odpoczynku. U dzieci z niedoborem witaminy A jej suplementacja jest korzystna. W przypadku nadkażeń bakteryjnych stosuje się antybiotyki.
Niektóre badania wykazują potencjalną skuteczność leczenia odry o ciężkim przebiegu rybawiryną.

## Zapobieganie
Dla zapobiegania zachorowaniom stosuje się szczepienia dzieci atenuowanym wirusem odry w osobnej szczepionce lub w szczepionce MMR. Twórcą szczepionki jest Maurice Hilleman. Jej skuteczność jest zmniejszona u osób zakażonych HIV. Szczepienia przeciw odrze prowadzą do znacznego spadku zapadalności i śmiertelności z powodu tej choroby.
Można zastosować ludzką gammaglobulinę w okresie do 6 dni od ekspozycji lub szczepionkę w okresie do 3 dni od ekspozycji w celu zapobieżenia wystąpieniu choroby lub złagodzenia jej przebiegu.
Inną metodą zapobiegania rozprzestrzeniania się choroby jest izolacja chorych (przez 4 dni od wystąpienia wysypki) i kontaktujących się z nimi osób.

## Historia
Liczne przypadki opisów odry w XI i XII w. wskazują, że choroba mogła pojawić się w Europie w tamtym czasie. Jest to także zgodne z badaniami genetycznymi, z których wynika, że w tym okresie doszło do rozdzielenia się wirusa odry od wirusa bydlęcego księgosuszu. Wcześniejsze przypadki zachorowań były prawdopodobnie spowodowane przez przodka tych wirusów, który nie był jeszcze wyłącznie ludzkim wirusem. Jednocześnie badania językowe wskazują, że była znana w okresie między upadkiem cesarstwa rzymskiego i uformowaniem się państw germańskich, a więc między V i VII wiekiem.
Autorem jednego z najwcześniejszych opisów odry jest perski lekarz Muhammad ibn Zakariya ar-Razi, który ok. 910 r. dokonał rozróżnienia między odrą i ospą prawdziwą, jednak nie uważał jej za chorobę zakaźną. Jego praca została przetłumaczona na łacinę dopiero w 1747 roku.
W latach 30. XVI w. epidemie odry dotarły do Ameryki za sprawą europejskich osadników i afrykańskich niewolników. Choroba nieznana na tym kontynencie spowodowała znaczną umieralność wśród Indian, np. epidemia na Kubie w 1529 r. zabiła 2/3 indiańskiej populacji.
W 1676 r. Sydenham na podstawie swoich doświadczeń i obserwacji z londyńskiej epidemii odry z 1670 r. sporządził prawidłowy i szczegółowy opis symptomów, przebiegu i powikłań odry. Szkocki lekarz Francis Home udowodnił w 1757 r., że odra jest wywoływana przez czynnik zakaźny obecny we krwi pacjentów i miał duży wkład w pierwsze szczepienia przeciw odrze. Natomiast duński lekarz Peter Panum podczas badań na Wyspach Owczych w 1846 r. potwierdził, że okres między kontaktem z wirusem i rozwojem wysypki wynosi dwa tygodnie.

## Klasyfikacja ICD10
| kod ICD10     | nazwa choroby                                          |
| ------------- | ------------------------------------------------------ |
| ICD-10: B05   | Odra                                                   |
| ICD-10: B05.0 | Odra z powikłaniami zapalenia mózgu (G05.1*)           |
| ICD-10: B05.1 | Odra z powikłaniami zapalenia opon mózgowych (G02.0*)  |
| ICD-10: B05.2 | Odra z powikłaniami zapalenia płuc (J17.1*)            |
| ICD-10: B05.3 | Odra z powikłaniami zapalenia ucha środkowego (H67.1*) |
| ICD-10: B05.4 | Odra z powikłaniami jelitowymi                         |
| ICD-10: B05.8 | Odra z innymi powikłaniami                             |
| ICD-10: B05.9 | Odra bez powikłań                                      |